# Католички лист о Јеврејима и јудаизму
Католички лист је писао и о Јеврејима и јудаизму.
У Католичком листу су поред малобројних афирмативних текстова о Јеврејима, углавном били чланци који су о њима писали у негативном контексту. Учестале су оптужбе за антицрквено дјеловање. У листу им је замјерано што су непропорционално своме бројчаном стању у друштвима, заступљени у свим непријатељским организацијама. Постојала је забринутост због њиховог превеликог утицаја на друштвене догађаје преко штампе, која је наводно у њиховим рукама. Лист је писао да су сва већа штампарска подузећа читавога свијета у јеврејским рукама и као примјер наводи Пољску и два јеврејска листа (Хајут и Момент) на јидишу који су се штампали у више од 100.000 примјерака.
Др Драгутин Хрен, професор на Католичком богословском факултету је 1929. године упозоравао на негативне посљедице филма на морал народа и на повезаност Јевреја с том индустријом. Жалио је што они, за разлику од Јевреја, нису још прије двије деценије знали упознати знакове времена, па би преко биоскопа и остваривали зараду и оплемењивали душе. Овако је новац ишао у џепове туђих људи, највише Жидова.
Либерали су у Аустрији тражили да се брак преда у државне руке и да држава води матичне књиге. Католички лист је нагаласио да су у аустријској национаној скупштини водећи либерали били Јевреји.
Либерали и социјалисти су били и против вјеронауке у школама. Мађарски министар за наставу и социјалдемократа се залагао за избацивање вјеронауке из школа, а Католички лист је споменуо да је он био Јевреј. Лист је објавио и предавање катихете Др. Д. Гудека који је на катихетском састанку рекао да су се и ђачком покрету за укидање вјеронауке у школи највише истицали јеврејски ученици. Он је споменуо и јеврејске ђаке као активне у ђачким вијећима и као писце и уреднике неколико ђачких листова. На питање зашто у тим покретима учествују јеврејски ученици, Гудек је одговорио да би на то могли одговорити Лењин, Троцки и Бела Кун. Тиме је повезивао комунизам и Јевреје.
У чланку Модерни социјални проблем и кршћанство, аутору Др. П. Трбухи, Жидов је ознака за некога ко купује све до чега дође и присиљава сељака да се сели у град: Господарски либерализам није само уништио радника он хара и по селу. Уништио је јаке сељачке посједе, расцјепкао насљедства, створио и на селу неку врст пролетера и капиталиста... Околности задуживања малог пољопривредника га присиљавају да све прода и сели у град. Тамо појачава армаду гладних а имање му купује сеоски гаван или Жидов, који заробљује живе створове.
У односу на долазак бољшевика на власт у Русији и тамошњем прогону хришћанства, Католички лист је у многим чланцима повезивао Јевреје са бољшевизмом/комунизмом. Писац Католичког листa наводи да је преко 90% водећих људи тога злочестог покрета жидовског (јеврејског) поријекла. Остали католички писци су наводили Јевреје у комунистичком покрету. Аутори листа су сматрали да Јевреји користе бољшевизам као средство којим ће уништити Цркву.
Фра Отон Кнезовић је у чланку Криза руске цркве, као и остали аутори, оптужио Јевреје за покретање револуције у Русији. Сматаро је да их на то мотивише необуздана жеља за свјетским господством, незаситна глад за новцем и неугасива мржња на кршћанство. Исти аутор сматра да се Јевреји међусобно помажу и да користе тајне методе да постигну своје циљеве, а у свом дјеловању не познају никаквих скрупула. По њему они су данас господари свјетске штампе, свјетскога капитализма, свјетских влада, запосјели су свеучилишне столице, увукли се у војску, у парламенте и у све важније положаје данашњега друштва. Гдје још нијесу постали господарима државе, тамо спремају револуцију ако их блажа средства не могу довести до циља. У својим потхватима не познају никаквих скрупула.
Пошто је Руска православна црква била ослонац царистичког режима, бољшевици су радили на убијању вјерске свијести у народу. Разбијали су црквену организацију на више аутокефалних цркава, које би биле у завади. Католички лист у једном чланку из 1925. године наводи податак да су Совјети намјеравали Македонију одвојити и од Грчке и од државе СХС. Аутор је сматрао да они иду свјетском револуцијом к свјетском господству. По Католичком листу, бољшевичко затирање Руске православне цркве било је драстично. За четити и по године, руски бољшевици су убили 28 владика и преко 1700 свештеника. Руски бискуп из Тираспоља Јозеф Алојз Кеслер је изјавио да су на челу бољшевика понајвише Јевреји, а на удару бољшевичке мржње су и школе из којих су избацили вјеронауку и све симболе који подсјећају на хришћанство.
Аутори Католичког листа су наводили и статистичке податке, да највећи број оних, који су сачињавали управно тијело комунистичке републике у Русији, нису од рођених Руса, већ наметнути Јевреји, који су се бринули да сакрију име свога поријекла маском псеудонима словенске боје. Од 545 имена, чланова разних управних тијела совјетске Русије, Јевреја је 447, а Руса 30. Од 90 милиона становника Русије, само 4 милиона је тада било јеврејског поријекла. Мајка Владимира Лењина је била Јеврејка, а и други човјек у бољшевичком водству, комесар за рат и морнарицу је Троцки, такођер Јевреј. Исто је био и Григориј Зиновјев. Наведени су још неки Јевреји из пописа од 22 личности које су чиниле врховну власт у Русији. Они су и министри правде и јавних послова. И друге републиканске институције као комесеријат за државне земље, државну контролу, обнову, економију, изборе, у рукама су Јевреја. У њиховим је рукама био и комесаријат за штампу. О њему је овисио један новинарски уред,у коме су била 42 писца, од којих је само један био Рус, Максим Горки, док су сви други били Јевреји.
Католички лист, једнако као и у случају бољшевизма и либерализма, и у масонерији налази висок проценат Јевреја. Оптужује их се да се служе тајним друштвима, штампом и новцем, како би свијет ставили под своју власт. Масони се регрутују из свих вјера и народа, али главну управу држе Јевреји. По аутору чланка, тада (1927) су највећи свјетски дневници у њиховим рукама, преко којих шире најразвратније идеје. Својом штампом вуку за собом и владе и подложнике, стварају јавно мишњење, награђују литерарне радове који се њима свиђају, дају ударце на берзама коме хоће... Слободни зидари су непријатељи и било какве обуке у било каквој вјеронауци. Став им је, по навођење аутора Католичког листа, да се вјеронаука треба у школама забранити.
За потребе револуције у Мексику 1910.-1917., Плутарко Елијас Каљес, који је прешао животни пут од јудаизма преко протестантског проповједника до вође социјалистичке странке, је довео у Мексико око 100.000 руских Јевреја у сврху ширења атеизма. Одмах је, по њиховом доласку, почео пропаганду за увођење атеистичког васпитања дјеце. Католичке цркве су заузимане, свештеници су убијани, бискупи, монаси и монахиње су одвођени у затворе. Најјачу подршку мексичке вође су имале у сјеверноамеричким масонским ложама.
Др Јанко Обрешки (један од уредника листа) је покушај редукције и каснијег укидања вјерске наставе у средњим школама, као и увођење обавезности цивилног брака, приписивао егоистичним материјалистичким интересима оне расе, што је репрезентирала од искона инкранацију мржње на Криста.